# Inordem
 (juillet 2023).
Inordem est un groupe espagnol de heavy metal, originaire de Madrid.

## Histoire
Inordem est formé en 1997 par Carlos Cabrera (batterie) et Sergio Basanta (guitare solo), rejoints par Raúl Pérez (guitare rythmique), Fede Pardueles (basse) et Hugo Silva (chant), pour former la première formation du groupe en 1998. En 1999, après le départ de Hugo et Fede, Jota F. Torres rejoint le groupe en tant que bassiste et Raúl prend le rôle de chanteur principal.
En 2002, Inordem sort son premier EP intitulé Antítesis, enregistré par Raúl Guerra aux Infinity Studios de Madrid. En 2004 sort La Oruga, le premier album studio du groupe, enregistré à Eurosonic (Madrid) par Sonia Robles et mixé à Cube (Madrid) par Alberto Seara. En 2006, Inordem signe son premier contrat avec le label Lengua Armada Discos pour la sortie du deuxième album du groupe, Progreso, enregistré et mixé au Cube (Madrid) et produit par Alberto Seara. Lengua Armada sort un premier single avant l'album qui comprend les chansons Despiértame et Salvaje, cette dernière chanson faisant également l'objet d'un clip vidéo, réalisé par Roger Crunch. Après une tournée de présentation dans la plupart des régions d'Espagne, Inordem et Raúl Pérez se séparent à la fin de l'année 2007. Début 2008, Mario González rejoint le groupe à la guitare, et plus tard Daniel Martorell au chant, ce qui donne lieu à un line-up de cinq membres. Avec cette formation, Inordem enregistre son troisième album Destrucción Mutua Asegurada (2008), aux studios Mart à Cordoue, avec la production de M. Ángel Martínez (Mart). L'album est à nouveau édité par Lengua Armada. Inordem choisit la chanson Yo no quiero tu paz (Americana) pour enregistrer un premier clip vidéo, pour lequel le groupe est dirigé par Daniel San Román et Blanca Portillo et Álex González collaborent dans les rôles principaux. Par la suite, un deuxième clip vidéo (en l'occurrence un clip animé) est enregistré pour la chanson Demasiado tarde, réalisé par Laura Díaz Cubas. Fin 2009, Daniel Martorell quitte le groupe et peu après Joan Hernández le rejoint en tant que chanteur. Inordem prépare de nouvelles chansons pour retourner en studio.
En mars 2011, Inordem commence l'enregistrement de ce qui sera leur quatrième album, La Miseria de Dios, dans les studios Sadman à Madrid, sous la direction de Carlos Santos, album qui sera présenté en deux parties. Une première partie en format numérique de haute qualité et disponible en téléchargement gratuit sur le site web du groupe inordem.com, et une seconde partie enregistrée un an plus tard, également dans les studios Sadman. Les deux parties sont masterisées aux studios Finnbox à Helsinki, en Finlande, par Mika Jussila,. En avril 2012, Inordem enregistre la deuxième partie de l'album et en octobre de la même année. Le groupe sort donc, toujours avec Lengua Armada, La Miseria de Dios, avec une présentation de luxe, en format double album, et avec une couverture conçue par Laura Díaz Cubas.
Ce dernier album d'Inordem se distingue par son agressivité et sa force, ainsi que par un style marqué proche du thrash metal. Avec cet album, Inordem signe le management du groupe avec l'agence de promotion et de management Kivents, qui fait le pari d'amener Inordem au premier niveau de la scène metal nationale. Inordem et Kivents clôturent par la suite la tournée promotionnelle de La Miseria de Dios pendant l'année 2013, annonçant au passage, pendant septembre, la sortie d'un nouvel album. Le groupe sort peu de temps après l'album de reprises Heavy Metal Session Vol. 1, qui contient notamment une reprise du morceau Slave to the Grind de Skid Row, disponible en téléchargement gratuit accompagné de quelques clips comme celui de la reprise Wild Child de WASP.
Le groupe ne donne plus signe d'activité depuis 2020 sur Facebook et son site web officiel redirige vers un autre groupe.

## Membres

### Derniers membres
- Joan Hernández — voix
- Sergio Basanta — guitare
- Carlos Cabrera — batterie
- Jay F. Torres — basse

### Anciens membres
- Hugo Silva (1998)
- Fede Pardueles (1998)
- Raúl Pérez (1997—2007)
- Daniel Martorell (2008—2009)
- Mario Gonzalez (2008—2012)

## Discographie

### Albums studio
- 2004 : La Oruga
- 2006 : Progreso
- 2008 : Destrucción Mutua Asegurada
- 2012 : La Miseria de Dios
- 2013 : Heavy Metal Session Vol. 1 (album de reprises)

### EP
- 2002 : Antítesis (EP)

### Vidéos
- 2006 : Salvaje
- 2008 : Yo no quiero tu paz (Americana)
- 2009 :  Demasiado tarde
- 2011 : Intacto II
- 2011 : La Miseria de Dios